# Spurlaut
Die Begriffe spurlaut oder fährtenlaut stammen aus der Jägersprache und beschreiben den auf der Spur oder Fährte des Wildes lautjagenden, also bellenden Jagdhund.
Das Bellen hat einen besonderen Klang, der sich von dem normalen Gebell des Hundes unterscheidet. In der Regel ist der Spurlaut viel heller und mit Jaul- und Heullauten durchsetzt. Diese angeborene Eigenschaft des Jagdhundes ist für den Jäger ein Vorteil, da er am Laut seines Hundes erkennen kann, wohin das Wild flieht, beziehungsweise wohin sein Hund läuft. 
Ein rechtzeitiges und regelmäßiges Wahrnehmen des laut jagenden Hundes durch das Wild verhindert, dass das Wild erst dann, wenn der Hund schon in unmittelbarer Nähe ist, vor Schreck hochflüchtig wird, sondern frühzeitig beginnt zu fliehen. Aus der Sicht des Tierschutzes wird das positiv gesehen, ebenso aus jagdpraktischer Sicht und unter dem Aspekt der Waidgerechtigkeit. Es hat auch den Vorteil, dass das Wild wiederholt sichert und innehält (in der Jägersprache: „verhofft“), was für einen sofort tödlichen Schuss von wesentlicher Bedeutung ist.
Für bestimmte Jagdhundrassen, wie Bracken und Stöberhunde, ist „spurlaut“ eine Bedingung für deren Brauchbarkeit und muss auf Eignungsprüfungen festgestellt werden. Bei Dackeln und Beagle wird die bestandene Spurlautprüfung im Rahmen der Anlagengebrauchsprüfung oder Eignungsbewertung mit Sp im Stammbaum vermerkt. Sofern der Hund bei der Prüfung jünger als 15 Monate ist, lautet der Eintrag Sp/J (J für „Jugend“).
Wenn Jagdhunde die Fährte stumm verfolgen, ist das nicht optimal, aber zumindest vertreiben sie das Wild nicht, bevor sie die Fährte aufgenommen haben. Bellt der Hund, wenn er Wild sieht, ist er sichtlaut. Hunde, die bellen, obwohl sie die Spur verloren haben oder keiner Spur und keinem Wild folgen, nennt man waidlaut. Waidlaute Hunde werden von der Zucht ausgeschlossen.
Hundemeuten geben bei Reitjagden oder Parforcejagden ebenfalls typische Spurlaute von sich, die Geläut heißen. Erfahrene Jagdpferde kennen das Geläut und wissen, dass die Jagd weitergeht, sobald es ertönt.